# República Federal da América Central
República Federal da América Central (em castelhano:  República Federal de Centroamérica)  foi um país constituído em 1823 como uma república federal situada na América Central, seguindo o modelo dos vizinhos Estados Unidos. A federação, que durou dezessete anos, foi também designada como Províncias Unidas da América Central e, segundo a sua Constituição aprovada em 1824, Federação da América Central ou Federação Centro-Americana (em castelhano, Federación de Centroamérica).
A Federação era constituída pelas actuais repúblicas da Guatemala, El Salvador, Honduras, Nicarágua e Costa Rica. Em meados da década de 1830, foi formado um novo estado, o de Los Altos, a qual iria se rebelar contra a federação por a elite liberal local não reconhecer a autoridade dos conservadores na Guatemala. A sua capital ficava em Quetzaltenango, cujo ocupava parte daquilo que são hoje as terras altas no ocidente da Guatemala e o estado mexicano de Chiapas.

## História
Os liberais centro-americanos tinham grandes esperanças na constituição desta federação de repúblicas, a qual acreditavam que iria evoluir rumo a uma nação moderna e democrática, enriquecida graças ao comércio internacional que se processaria através do seu território, ligando os Oceanos Atlântico e Pacífico. Tais aspirações surgem inclusivamente reflectidas nos emblemas da república: a bandeira era constituída por três faixas horizontais, uma branca entre duas azuis, representando assim a terra entre os dois oceanos. O brasão de armas mostrava cinco montanhas (uma por cada uma das repúblicas constituintes da federação), situadas entre dois oceanos e, sobre ela, um barrete frígio, o emblema dos revolucionários franceses.

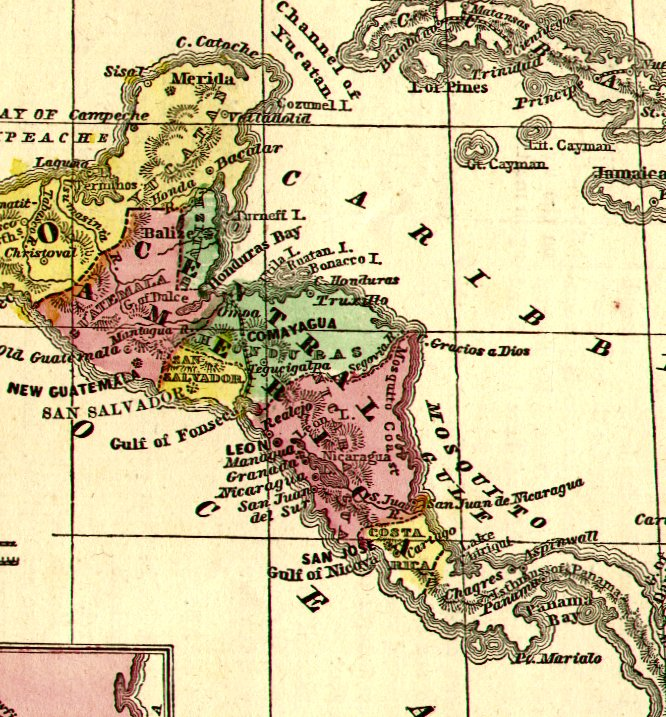
Mapa da América Central (c. 1860) com os Estados que integravam a Federação.

Na prática, contudo, a federação enfrentou problemas praticamente insuperáveis. O projecto democrático apresentado pelos liberais contava com uma forte oposição das camadas conservadoras da sociedade, designadamente a Igreja Católica e os grandes latifundiários. Os meios de transporte e as vias de comunicação entre as repúblicas eram extraordinariamente deficientes. A maior parte da população não se importava minimamente com a governação. A burocracia do governo federal, estabelecido na Cidade da Guatemala, demonstrou ser ineficaz.
Em breve, estalaria o conflito entre várias facções, quer dentro da federação, quer dentro das repúblicas que a compunham. A pobreza e a grande instabilidade política da região impediram o seu desenvolvimento, através da construção de um canal interoceânico (o Canal da Nicarágua ou o Canal do Panamá eram propostas antigas, mas só este último seria concretizado já no século XX), através do qual toda a América Central poderia ter obtido consideráveis benefícios económicos.
A União dissolveu-se na guerra civil havida entre 1838 e 1840. A desintegração começou quando as Honduras deixaram a federação em 5 de Novembro de 1838. As demais repúblicas acabaram também por separar-se, e a união desapareceu em 1840.
Depois disso, foram feitos vários esforços para reunir de novo a América Central, ao longo do século XIX. A primeira tentativa foi levada a cabo em 1842, pelo antigo presidente federal Morazán, o qual foi capturado pouco tempo depois de ter dado o grito de revolta e executado. Décadas depois, o presidente guatemalteco Justo Rufino Barrios tentou reunir a federação pela força das armas, na década de 1880, mas também não foi bem-sucedido, tendo tido o mesmo destino de Morazán. Por fim, uma união entre as Honduras, a Nicarágua e El Salvador numa nova República da América Central durou apenas dois anos (1896 a 1898).
Apesar do falhanço de uma união política na região, o sentido de partilharem uma história comum ao longo de vários séculos e a esperança de uma eventual reunificação persistiu na memória das nações que outrora fizeram parte da União. Em 1856-1857, por exemplo, as repúblicas conseguiram entender-se e estabelecer uma coligação militar para repelir uma invasão do aventureiro norte-americano William Walker. E, ainda hoje, as bandeiras dos cinco Estados que fizeram parte da União retêm o velho formato da bandeira federal: duas faixas azuis rodeando uma faixa branca (apenas pela Costa Rica, tradicionalmente a maior apoiante da integração regional, modificou significativamente a sua bandeira em 1848, escurecendo o tom do azul e adicionando uma faixa vermelha ao centro, rodeada por duas faixas brancas, em honra da bandeira tricolor francesa.
| Bandeira da Guatemala | Bandeira da Nicarágua | Bandeira de El Salvador | Bandeira das Honduras | Bandeira da Costa Rica |
| Bandeira da Guatemala | Bandeira da Nicarágua | Bandeira de El Salvador | Bandeira das Honduras | Bandeira da Costa Rica |

## Presidentes da Federação
- 1823 – 1825: José Cecilo del Valle
- 1825 – 1829: Manuel José Arce
- 1829 – 1830: José F. Barrundia (presidente interino após a renúncia de Arce)
- 1830 – 1839: Francisco Morazán (permaneceu na chefia do Estado até a total desintegração da federação em 1840)